# Jara/Seroe Alejandro
Jara/Seroe Alejandro, Jara/Sero Alejandro – miejscowość (plaats) i strefa (zone) w regionie Savaneta w południowej części kraju autonomicznego Aruba, należącego do Holandii, w Ameryce Południowej. 1 stycznia 2020 r. liczyła 2704 mieszkańców. 

## Podział administracyjny
W skład strefy wchodzą dwie miejscowości:
- Jara
- Seroe Alejandro

## Demografia
Strefa liczy 2704 mieszkańców (1 stycznia 2020).
| Kobiety | Mężczyźni |
| ------- | --------- |
| 1264    | 1440      |